# 抗日战争第三战区
抗日战争第三戰區是指1937年盧溝橋事變爆發後，為了因應戰爭形勢，中華民國國民政府於中國境內劃分；與日軍作戰的戰區之一。最初第三戰區所轄範圍為江蘇及浙江，後來視戰爭實際情況，第三戰區分別於1938年、1939年與1944年做過三次相當大規模的更動。

## 1937年
中國戰區首次劃分是於1937年8月；在日軍迅速佔領北平與天津，且中華民國政府確定與日謀和落空之後。同年第三戰區也經歷參與了淞滬會戰等激烈戰役。
在戰鬥序列方面：
- 司令長官馮玉祥，淞滬會戰爆發後由蔣中正兼任
- 副司令長官顧祝同
- 作戰地區為江蘇省南部、浙江省
  - 第八集團軍：張發奎
  - 第九集團軍：張治中
  - 第二十三集團軍：劉建緒
  - 前敵指揮：陳誠
  - 第十九集團軍：薛岳
  - 新编第四军：叶挺

## 1938年
司令長官顧祝同
- 作戰地區為江蘇、浙江
  - 第十集團軍：劉建緒
  - 第十九集團軍：羅卓英
  - 第二三集團軍：唐式遵
  - 第二八集團軍：潘文華
  - 新編第四軍：葉挺
  - 獨立第六旅：周志群
  - 游擊總司令：黃紹竑
- 共轄24個步兵師，六個步兵旅；不含特種部隊及游擊部隊。
- 敵後戰場建制福建保安司令陳儀、溫台寧守備俞濟時、第一游擊區陶廣、第二游擊區顧祝同[1]:409-410。

## 1939年
- 司令長官顧祝同
- 作戰地區為江蘇南部、安徽南部、浙江、福建
  - 第25集團軍：陳儀
  - 第10集團軍：劉建緒
  - 第32集團軍：上官雲相
  - 第23集團軍：唐式遵
  - 新編第四軍：葉挺
- 共轄22個步兵師，2個步兵旅；不含特種部隊及游擊部隊。

1939年10月，根据当年6月军事委员会最高幕僚会议和军委会5月颁发的《游击队调整计划》的精神，制定了《第三战区建立游击根据地计划》：
- 第一游击区：太湖之东南苏浙两省交界的杭嘉湖地区，包括浙西沦陷的13个县和苏南8个县。[2]1939年11月15日第一游击区总指挥部“先行视事”“组设党务、政治、军事各一组及军法室、谍报队，以便党政军工作之推行”，1940年2月1日正式成立，由第十集团军第二十八军军长陶广兼任总指挥。第二十八军之第62、新30师常驻游击区。1940年5月增调第192师加强。设浙江省政府浙西行政专员公署。
- 第二游击区：太湖以西的苏南、苏皖边地区，包括苏南17个县和皖南6个县。1939年11月12日正式成立，顾祝同兼任总指挥，冷欣任副总指挥。后改由第三十二集团军总司令上官云相兼任总指挥，冷欣继续任副总指挥。第三十二集团军之第52、第63师常驻游击区内。1940年4月独立第33旅与第52师换防。5月增调第40师加强。设江苏省政府江南行政公署，冷欣兼任江南行署主任。

## 1942年
1942年秋，第三战区撤销了第一、第二游击区，合编为浙苏皖边区游击总队司令部（后改为浙苏皖边区游击指挥部，又改称浙苏皖边区挺进军总司令部），第二十八军军长陶广兼任总司令，指挥第二十八军之第62、第192师及配属的第52师。

## 1944年
司令長官顧祝同
- - 第32集團軍：李默庵
  - 第25集團軍：李覺
  - 第23集團軍：唐式遵
  - 直屬暨特種部隊
  - 新编第四军：陈毅

## 1945年（受降區）
第三戰區：江蘇（不含上海）、浙江、福建
日軍戰俘集結：杭州、廈門
9月15日在杭州接受日本第13军投降。厦门则为中国海军受降。

## 改組
1945年12月中旬，戰區改組為徐州綏靖公署。

### 引用
1. ↑  劉鳳翰：〈論抗戰期間國軍游擊隊與敵後戰場〉，《近代中國》第90期，刊張玉法：《中華民國史稿》，台北：聯經出版，1998年6月，ISBN 978-957-08-1826-0，
2. ↑  陶广：《第一游击区之作战经验及教训与今后之对策》，第三战区第一游击区总指挥部印，1940年12月，第1-2页。